# Autoanticorpo
Un autoanticorpo è un'immunoglobulina il cui bersaglio antigenico non è un agente esterno patogeno (batteri, virus, parassiti ecc.) o non-patogeno (allergeni), ma una o più sostanze proprie dell'organismo stesso; in altre parole, si tratta di un anticorpo diretto contro il self. Gli autoanticorpi sono in genere di classe IgG o IgM e sono spesso associati a malattie autoimmuni; è tuttavia importante comprendere che non tutti gli autoanticorpi sono patogenetici, ovvero causa diretta di malattia.

## Autoanticorpi non organo-specifici
Gli autoanticorpi non organo-specifici - ad esempio gli Anti-nucleo (nei vari sottogruppi o specificità), gli Anti-fosfolipidi, il Fattore Reumatoide, gli Anti-mitocondrio - sono associati a malattie autoimmuni non organo-specifiche quali le connettiviti (LES, polimiosite, connettivite mista ecc.), ad artriti autoimmuni (artrite reumatoide, forme aspecifiche, forme associate alle connettiviti) ed anche a malattie autoimmuni organo-specifiche quali la Cirrosi biliare primitiva. Sono solitamente presenti ad alto titolo, spesso dotati di specificità inferiore al 100% (ovvero, un singolo auto-anticorpo non è associato ad un'unica patologia, ed una patologia può presentare positività per più auto-anticorpi). La sensibilità (cioè la probabilità di risultare positivi in caso di patologia) è pure variabile. Non sono patogenetici, il concetto può risultare più chiaro pensando ad un autoanticorpo quale l'Anti-mitocondrio (AMA): è diretto contro antigeni ubiquitari - i mitocondri - eppure è associato a una patologia organo-specifica come la cirrosi biliare primitiva (se fosse l'azione dell'AMA a danneggiare le cellule, tutti i tessuti ed organi ne verrebbero colpiti).

## Autoanticorpi organo-specifici
Gli autoanticorpi organo-specifici - quali gli anti-insula-pancreatica, o gli anti-tireoglobulina - sono associati a malattie autoimmuni organo-specifiche quali ad esempio il diabete mellito di tipo 1 e la Tiroidite di Hashimoto. In confronto ai non organo-specifici, questi autoanticorpi hanno titolo più basso, sono altamente specifici (cioè si associano in maniera stretta alle rispettive patologie, non essendo riscontrabili altrove), ed hanno anch'essi sensibilità variabile: un paziente con Hashimoto può non avere positività anticorpale, e viceversa la positività anticorpale non implica che vi sia una tiroidite in atto. Alcuni autoanticorpi organo-specifici sono patogenetici (un esempio è l'Anti-recettore del TSH) ma nella maggior parte dei casi l'autoanticorpo non può essere imputato come causa del danno d'organo e della sintomatologia. Questo fatto può risultare più chiaro proprio pensando che, se patogenetico, un anticorpo dovrebbe essere presente nel 100% dei pazienti, mentre così non è.

## Autoanticorpi patogenetici e non-patogenetici
Un esempio di autoanticorpo organo-specifico non-patogenetico è l'anti-tireoglobulina: associato significativamente alla tiroidite di Hashimoto, non è però presente nel 100% dei pazienti, e non tende a negativizzarsi - non in modo immediato, quanto meno - con il recedere della patologia (ovvero, la distruzione della ghiandola endocrina e l'instaurazione del regime terapeutico). Il ruolo di questo tipo di autoanticorpi non è di primum movens della patologia; l'ipotesi è che ad un'autoimmunutà cellulo-mediata segua la produzione di autoanticorpi in quella sede. Un esempio invece di autoanticorpo organo-specifico patogenetico è l'anti-recettore per il TSH: è la sua presenza a causare i sintomi del Morbo di Graves, poiché attiva in maniera costitutiva (costante e non-regolabile) il recettore del TSH portando la ghiandola tiroide a secernere il proprio ormone in quantità eccessive; l'anti-recettore per il TSH ha un andamento che correla con quello della patologia - infatti diminuisce o scompare sotto terapia - ed è presente nel 100% dei pazienti alla diagnosi.